# ISO 3166-2:MN

Lokace státu Mongolsko na mapě světa

Administrativní členění státu Mongolsko

Kódy ISO 3166-2 pro Mongolsko identifikují 21 provincií (ajmagů) a 1 město (stav v roce 2015). První část (MN) je mezinárodní kód pro Mongolsko, druhá část sestává z jednoho nebo tří čísel identifikujících provincii nebo město.

## Seznam kódů
```
MN-035 Orhon
MN-037 Darhan-Uul
MN-039 Hentiy
MN-041 Hövsgöl
MN-043 Hovd
MN-046 Uvs
MN-047 Töv
MN-049 Selenge
MN-051 Sühbaatar
MN-053 Ömnögovĭ
MN-055 Övörhangay
MN-057 Zavhan
MN-059 Dundgovĭ
MN-061 Dornod
MN-063 Dornogovĭ
MN-064 Govĭsümber
MN-065 Govĭ-Altay
MN-067 Bulgan
MN-069 Bayanhongor
MN-071 Bayan-Ölgiy
MN-073 Arhangay
MN-1   Ulaanbaatar
```